# ستريلا (صاروخ)
ستريلا وتعني باللغة الروسية السهم وهو صاروخ حامل مداري مطور من الصاروخ السوفيتي/الروسي (يو ار-100) وهو صاروخ أحادي البدن (من غير صواريخ تعزيز تشد اليه) , ويعتبر من صواريخ نظام الإطلاق المستهلك أول إطلاق اختباري للصاروخ ستريلا كان في 5 كانون الأول 2003 .
وأول إطلاق بحمولة كان في 27 يونية/حزيران 2013.
كان من المقرر أن تُطلق صواريخ ستريلا من (مركز سفوبودني الفضائي ) ,لكن عملية الإطلاق الاختباري جرت من صوامع (صاروخ يو أر-100) في مركز بايكونور الفضائي.
وأغلق (مركز سفوبدني الفضائي) عام 2007 من غير أن يشهد عملية إطلاق الصاروخ ستريلا .ومن غير الواضح إذ ما أحتوى المركز الجديد (فوستوشني ) الذي أخذ يبنى محل القديم (سفوبودني) منصات مخصصة للصاروخ ستريلا.
يختلف الصاروخ ستريلا عن الصاروخ روكوت (وهو مطور عن الصاروخ يو أر-100 ايضاً), حيث خضع ستريلا لعدة تحويرات مثل غياب المرحلة العلوية الإضافية، كما أن الصاروخ ستريلا يطلق من صوامع، بينما يطلق الصاروخ روكوت من منصة مسطحة.

## اقرأ ايضاً
- نظام الإطلاق المستهلك
- أريان سبيس
- صاروخ فيكا